# اسیر (مجموعه شعر)
اسیر مجموعه‌شعری از فروغ فرخزاد و شامل ۴۳ قطعه‌شعر است.

## سرایش و انتشار
اسیر اولین مجموعه شعری است که از فروغ فرخزاد به چاپ رسیده‌است و سروده‌های او را در سال‌های ۱۳۳۲ تا ۱۳۳۴ (یعنی از ۱۹ تا ۲۱ سالگی شاعر) در بر می‌گیرد. شعرهای این کتاب، همه در قالب چارپاره سروده شده‌اند.

## درون‌مایه
شعرهای این دفتر، دربردارنده ― به تعبیر محمد حقوقی ― صمیمانه‌ترین و گستاخانه‌ترین احساسات زنانه شاعر است. شاعر در سروده‌های خود می‌گوید که نمی‌داند به دنبال چه چیز می‌گردد و از «منِ» عاصی خود می‌گوید که در جستجوی روزنه‌ای در تنگنای زندگی خانوادگی، او را به تلاش وامی‌دارد.

## زبان
شاعر در این دفتر زبانی صریح و آشکار دارد و به گفته حقوقی، حرف خود را با استفاده از «ترکیب‌های رمانتیک کهنه، اما معمولِ آن سال‌ها» بیان می‌کند. شعرها، از نوع «نظم» و حرف‌های مستقیم است و در زبان، به شعرهای نادر نادرپور، فریدون مشیری و فریدون توللی نزدیک می‌شود.

## شعرها
1. شب و هوس
2. شعلهٔ رمیده
3. رمیده
4. خاطرات
5. رؤیا
6. هرجایی
7. اسیر
8. بوسه
9. ناآشنا
10. حسرت
11. یادی از گذشته
12. پاییز
13. وداع
14. افسانهٔ تلخ
15. گریز و درد
16. انتقام
17. دیوِ شب
18. عصیان
19. شراب و خون
20. دیدار تلخ
21. گمگشته
22. از یاد رفته
23. ناشناس
24. چشم‌به‌راه
25. آیینهٔ شکسته
26. دعوت
27. خسته
28. بازگشت
29. نقش پنهان
30. بیمار
31. مهمان
32. راز من
33. دختر و بهار
34. خانهٔ متروک
35. یک شب
36. در برابر خدا
37. ای ستاره‌ها
38. حلقه
39. اندوه
40. صبر سنگ
41. از دوست‌داشتن
42. خواب
43. صدایی در شب
44. با کدام است؟
45. دریایی

## نقد
محمد حقوقی شعرهای این دفتر را در سطحی کم و بیش یکسان و فاقد بافتی جدید یا زبانی پیشرفته دانسته‌است.